# Örträsktjärnen (Burträsks socken, Västerbotten)
Örträsktjärnen är en sjö i Skellefteå kommun i Västerbotten och ingår i Rickleåns huvudavrinningsområde.